# Prospalta albigutta
Prospalta albigutta là một loài bướm đêm trong họ Noctuidae.